# 9208 Таканотосі
9208 Таканотосі (9208 Takanotoshi) — астероїд головного поясу, відкритий 2 жовтня 1994 року.
Тіссеранів параметр щодо Юпітера — 3,319.
Названо на честь Такано Тосі (яп. たかの・とし(高野とし) такано тосі).